# Nati il 13 luglio
| Questa pagina contiene informazioni ricavate automaticamente dalle voci biografiche con l'ausilio del template Bio e di un bot. L'aggiornamento è periodico e automatico e ricostruisce completamente la pagina. Se manca una persona in questa lista, sei pregato di non aggiungerla, ma accertati piuttosto che la sua voce biografica contenga il template Bio e che i dati anagrafici siano correttamente compilati. Se il template Bio manca, inseriscilo tu stesso o, in alternativa, metti l'avviso {{tmp\|Bio}} che ne segnala la mancanza. Se i dati riportati sono sbagliati, correggi direttamente la voce biografica; le modifiche saranno visibili in questa lista entro pochi giorni. Per chiarimenti vedi il progetto biografie. La lista contiene solo le 1.049 persone che sono citate nell'enciclopedia e per le quali è stato implementato correttamente il template Bio. Pagina aggiornata al 17 ago 2025. |

## II secolo a.C.(1)
- 101 a.C. - Gaio Giulio Cesare, politico, generale e scrittore romano († 44 a.C.)

## XV secolo(7)
- 1426 - Anne de Beauchamp, XVI contessa di Warwick, nobile († 1492)
- 1442 - Vannozza Cattanei, italiana († 1518)
- 1469 - Francesco Armellini Pantalassi de' Medici, cardinale italiano († 1528)
- 1478 - Giulio d'Este, nobile italiano († 1561)
- 1478 - Kaspar Röist, militare svizzero († 1527)
- 1482 - Lorenzo di Filippo Strozzi, scrittore e politico italiano († 1549)
- 1484 - Pedro Álvarez de Toledo y Zúñiga, marchese († 1553)

## XVI secolo(10)
- 1503 - Giovanni Trevisan, abate e patriarca cattolico italiano († 1590)
- 1522 - Sofia Jagellona, principessa polacca († 1575)
- 1527 - John Dee, matematico, geografo e alchimista inglese († 1608)
- 1534 - Bartolomeo Celsi, funzionario e militare italiano († 1570)
- 1577 - Rocco Pirri, abate e storico italiano († 1651)
- 1579 - Arthur Dee, medico e alchimista inglese († 1651)
- 1586 - Lodovico Grignani, editore e tipografo italiano († 1651)
- 1590 - Papa Clemente X, papa, vescovo cattolico e cardinale italiano († 1676)
- 1597 - Muzio Febonio, religioso e storico italiano († 1663)
- 1597 - Sebastian Stoskopff, pittore e disegnatore tedesco († 1657)

## XVII secolo(7)
- 1606 - Roland Fréart de Chambray, scrittore e traduttore francese († 1676)
- 1607 - Wenceslaus Hollar, incisore ceco († 1677)
- 1641 - Venanzio Simi, vescovo cattolico e storico italiano († 1718)
- 1667 - Louis-Charles de Machault d'Arnouville, politico e nobile francese († 1750)
- 1668 - Carlo Federico di Anhalt-Bernburg, principe tedesco († 1721)
- 1672 - Nicola Salzillo, scultore italiano († 1727)
- 1677 - Giovanni Giorgio di Sassonia-Weissenfels, duca († 1712)

## XVIII secolo(32)
- 1713 - Gaetano Matteo Pisoni, architetto svizzero († 1782)
- 1716 - Louis-Nicolas Van Blarenberghe, pittore francese († 1794)
- 1725 - Cristiano Luigi Casimiro di Sayn-Wittgenstein-Ludwigsburg, conte tedesco († 1797)
- 1725 - Ferdinando Tetamo, teologo e gesuita italiano († 1784)
- 1729 - John Parker, militare inglese († 1775)
- 1733 - Carlo di Sassonia, nobile († 1796)
- 1741 - Carl Hindenburg, matematico tedesco († 1808)
- 1743 - Anton Maria Fineschi, agronomo e giurista italiano († 1803)
- 1745 - Robert Calder, ammiraglio britannico († 1818)
- 1748 - Francesco Girolamo Bocchi, storico e archeologo italiano († 1810)
- 1751 - George Mason-Villiers, II conte Grandison, politico britannico († 1800)
- 1754 - Alois von Beckh-Widmanstätten, tipografo e scienziato austriaco († 1849)
- 1757 - Stepan Stepanovič Apraksin, nobile e generale russo († 1827)
- 1764 - Stanislao Sanseverino, cardinale italiano († 1826)
- 1767 - Pierre François Joseph Durutte, generale francese († 1827)
- 1767 - Friedrich Adolf Krummacher, teologo tedesco († 1845)
- 1768 - Giuseppangelo Fonzi, medico italiano († 1840)
- 1770 - Aleksandr Balašov, generale russo († 1837)
- 1772 - Carl Friedrich Hampe, pittore e disegnatore tedesco († 1848)
- 1773 - Wilhelm Heinrich Wackenroder, scrittore e giurista tedesco († 1798)
- 1776 - Amalia Cristiana di Baden, nobildonna († 1823)
- 1776 - Carolina di Baden, regina († 1841)
- 1783 - Augusto I di Oldenburg, sovrano tedesco († 1853)
- 1787 - Pellegrino Rossi, giurista, politico e diplomatico italiano († 1848)
- 1790 - Georg Karl Berendt, medico, paleontologo e aracnologo tedesco († 1850)
- 1791 - Allan Cunningham, botanico e esploratore inglese († 1839)
- 1793 - Giulio Bossi, politico italiano († 1880)
- 1793 - John Clare, poeta inglese († 1864)
- 1795 - Emanuele Marliani, diplomatico, politico e patriota spagnolo († 1873)
- 1795 - Thomas Wakley, medico e politico britannico († 1862)
- 1796 - Gustav Seyffarth, egittologo e scrittore tedesco († 1885)
- 1798 - Carlotta di Prussia, imperatrice († 1860)

## XIX secolo(147)
- 1808 - Antonio Arenas, politico peruviano († 1891)
- 1808 - Patrice de Mac-Mahon, nobile, generale e politico francese († 1893)
- 1808 - Eduard de Muralt, teologo, bibliotecario e storico svizzero († 1895)
- 1811 - Carlo Augusto Brunetta d'Usseaux, generale italiano († 1863)
- 1811 - Eugenio Salomone Camerini, letterato e giornalista italiano († 1875)
- 1811 - George Gilbert Scott, architetto britannico († 1878)
- 1811 - James Young, chimico scozzese († 1883)
- 1812 - Anne Warren Weston, attivista statunitense († 1890)
- 1813 - Paolo Aleotti, scultore italiano († 1881)
- 1813 - Theophil Hansen, architetto danese († 1891)
- 1816 - Carlo Milanesi, paleografo, archivista e letterato italiano († 1867)
- 1817 - Giulio Benso della Verdura, patriota e politico italiano († 1904)
- 1817 - Francesco Sulis, politico italiano († 1877)
- 1818 - Ignatius von Senestrey, vescovo cattolico tedesco († 1906)
- 1821 - Nathan Bedford Forrest, militare († 1877)
- 1822 - Heinrich Louis d'Arrest, astronomo tedesco († 1875)
- 1822 - Giuseppe Trombone de Mier, militare italiano († 1866)
- 1823 - Eugène Manuel, poeta e scrittore francese († 1901)
- 1826 - Stanislao Cannizzaro, chimico e politico italiano († 1910)
- 1835 - Giuseppe Benassai, pittore italiano († 1878)
- 1835 - Eugène Jacob de Cordemoy, botanico e medico francese († 1911)
- 1837 - Johann von Hinke, ammiraglio austriaco († 1904)
- 1839 - Giuseppe Perrucchetti, generale italiano († 1916)
- 1840 - Antonio Celotti, politico italiano († 1904)
- 1841 - Georg Hirth, scrittore, giornalista e editore tedesco († 1916)
- 1841 - Otto Wagner, architetto e urbanista austriaco († 1918)
- 1842 - Bronisław Markiewicz, religioso e presbitero polacco († 1912)
- 1842 - Paul Friedrich Meyerheim, pittore, illustratore e grafico tedesco († 1915)
- 1844 - Jack Henderson, calciatore nordirlandese († 1932)
- 1844 - Giuseppe Pasolini Zanelli, nobile e politico italiano († 1909)
- 1845 - Carlo Leone Reynaudi, militare e politico italiano († 1926)
- 1846 - Pavel Karlovič Lange, generale russo († 1917)
- 1847 - Leopoldina del Brasile, principessa brasiliana († 1871)
- 1848 - Arthur Dorward, generale britannico († 1934)
- 1849 - Carl Bovallius, naturalista, esploratore e archeologo svedese († 1907)
- 1852 - Juan Anacleto Araneta, imprenditore e rivoluzionario filippino († 1924)
- 1853 - Albert Ulrik Bååth, scrittore e poeta svedese († 1912)
- 1853 - Rodolfo Gustavo da Paixão, politico brasiliano († 1925)
- 1854 - Gherardo Ghirardini, archeologo italiano († 1920)
- 1855 - Hedwig Pringsheim, attrice tedesca († 1942)
- 1856 - Fred Beardsley, calciatore inglese († 1939)
- 1856 - Gustav Hauser, patologo e batteriologo tedesco († 1935)
- 1856 - Ridolfo Livi, antropologo italiano († 1920)
- 1858 - Cesare Pollini, pianista e compositore italiano († 1912)
- 1858 - Otto Rossbach, archeologo, filologo classico e numismatico tedesco († 1931)
- 1858 - Emil Strub, ingegnere e inventore svizzero († 1909)
- 1859 - Francesco Ceppatelli, fantino italiano († 1921)
- 1859 - Adolfo Re Riccardi, impresario teatrale e critico teatrale italiano († 1943)
- 1859 - Sidney James Webb, politico britannico († 1947)
- 1860 - Michele Tripisciano, scultore italiano († 1913)
- 1861 - Maria Anna di Braganza, duchessa († 1942)
- 1861 - Luigi Della Torre, politico e banchiere italiano († 1937)
- 1861 - Filiberto Olgiati, politico italiano
- 1862 - Petăr Gudev, politico bulgaro († 1932)
- 1862 - Vjačeslav Konstantinovič Romanov, nobile russo († 1879)
- 1863 - Cosimo Caruso, generale italiano († 1933)
- 1863 - Margaret Murray, egittologa e antropologa britannica († 1963)
- 1864 - John Jacob Astor IV, imprenditore, inventore e scrittore statunitense († 1912)
- 1864 - Rosa Errera, scrittrice italiana († 1946)
- 1865 - Gérard Encausse, esoterista e medico francese († 1916)
- 1865 - Ernst Gaupp, anatomista tedesco († 1916)
- 1866 - Giuseppe Calvia, antropologo, poeta e pubblicista italiano († 1943)
- 1868 - Emilio Bello Codesido, diplomatico e politico cileno († 1963)
- 1869 - Michail Osipovič Geršenzon, storico e critico letterario russo († 1925)
- 1870 - Julie Lampe, attrice norvegese († 1948)
- 1871 - Tommaso Claps, giurista, poeta e storico italiano († 1945)
- 1871 - Franciszek Mirandola, scrittore, poeta e traduttore polacco († 1930)
- 1871 - Rasmus Rasmussen, scrittore, politico e insegnante faroese († 1962)
- 1872 - C.A. de Lima, attore e regista teatrale statunitense († 1954)
- 1873 - Vito Mercadante, sindacalista e poeta italiano († 1936)
- 1874 - Giovanni Costetti, pittore, incisore e poeta italiano († 1949)
- 1874 - Giustiniano Degli Azzi, storico, archivista e bibliotecario italiano († 1960)
- 1875 - Francesco Paoloni, giornalista e politico italiano († 1956)
- 1876 - Bill Michaels, pugile statunitense († 1934)
- 1877 - Joseph Bertrand, nuotatore e pallanuotista francese († 1918)
- 1877 - Johannes Palaschko, compositore, violinista e violista tedesco († 1932)
- 1877 - Giuseppe Pizzardo, cardinale italiano († 1970)
- 1877 - Erik Scavenius, politico e diplomatico danese († 1962)
- 1878 - Jakob Ukmar, presbitero e teologo italiano († 1971)
- 1879 - Giuseppe Chiot, presbitero italiano († 1960)
- 1879 - Eugène Freyssinet, ingegnere francese († 1962)
- 1879 - Alfred Healey, ostacolista e velocista britannico († 1960)
- 1880 - Alfred Schirokauer, scrittore, sceneggiatore e regista tedesco († 1934)
- 1881 - Arturo Dazzi, scultore e pittore italiano († 1966)
- 1881 - Guido Carlo Visconti di Modrone, nobile, imprenditore e politico italiano († 1967)
- 1881 - J. Dover Wilson, critico letterario e anglista britannico († 1969)
- 1882 - Catherine Pozzi, poetessa e saggista francese († 1934)
- 1882 - Yrjö Saarela, lottatore finlandese († 1951)
- 1883 - Elsie Baker, attrice statunitense († 1971)
- 1883 - Luigi Mazzini, generale italiano († 1967)
- 1884 - John Francis Dillon, regista e attore statunitense († 1934)
- 1884 - Paul Lehmann, paleografo e filologo tedesco († 1964)
- 1884 - Carolina di Reuss-Greiz, principessa tedesca († 1905)
- 1884 - Attilio Tamaro, storico, diplomatico e giornalista italiano († 1956)
- 1885 - George Jobey, calciatore e allenatore di calcio inglese († 1962)
- 1886 - Clifford Bax, drammaturgo, poeta e giornalista inglese († 1962)
- 1886 - Edward J. Flanagan, presbitero e educatore irlandese († 1948)
- 1887 - Emanuele Beraudo di Pralormo, generale e cavaliere italiano († 1960)
- 1887 - Walter von Brockdorff-Ahlefeldt, generale tedesco († 1943)
- 1887 - Fernand Faroux, calciatore francese († 1918)
- 1888 - Anacleto González Flores, beato messicano († 1927)
- 1888 - Leonard Gerow, generale statunitense († 1972)
- 1888 - Jean Murat, attore francese († 1968)
- 1888 - Uliks Stranger, politico e avvocato austriaco († 1973)
- 1888 - Isaac Steinberg, avvocato e politico russo († 1957)
- 1889 - Stan Coveleski, giocatore di baseball statunitense († 1984)
- 1889 - Fernando Gelich, generale italiano († 1950)
- 1889 - Wallace Johnson, tennista statunitense († 1971)
- 1889 - Sergej Klyčkov, poeta, romanziere e traduttore russo († 1937)
- 1889 - Luisa Mountbatten, regina britannica († 1965)
- 1889 - Vasilij Ulrich, giurista sovietico († 1951)
- 1890 - Tommaso Barbieri, imprenditore e antifascista italiano († 1944)
- 1890 - Clyde De Vinna, direttore della fotografia statunitense († 1953)
- 1890 - Arnol'd Vladimirovič Kordjum, attore, regista e sceneggiatore sovietico († 1969)
- 1890 - Félix de Pomés, calciatore, schermidore e attore spagnolo († 1969)
- 1890 - Christian Svendsen, ginnasta danese († 1959)
- 1891 - Fréhel, cantante e attrice francese († 1951)
- 1891 - Franco Casavola, compositore, direttore d'orchestra e critico d'arte italiano († 1955)
- 1891 - John Victor Mackay, scenografo statunitense († 1945)
- 1892 - Jonni Myyrä, giavellottista finlandese († 1955)
- 1892 - Raffaele Pio Petrilli, politico italiano († 1971)
- 1892 - Hans Streuli, politico svizzero († 1970)
- 1893 - Sam Comer, scenografo statunitense († 1974)
- 1893 - Hans Hermann Schaufuß, attore tedesco († 1982)
- 1894 - Luisa Banti, archeologa e scrittrice italiana († 1978)
- 1894 - Francesco Barbieri, militare italiano († 1916)
- 1894 - Lorenzo Valerio Bona, calciatore e dirigente d'azienda italiano († 1971)
- 1894 - Silvio Petrucci, giornalista e scrittore italiano († 1971)
- 1895 - Robert Louis Antral, pittore, incisore e litografo francese († 1939)
- 1895 - Sidney Blackmer, attore statunitense († 1973)
- 1895 - Daniel Mandell, montatore statunitense († 1987)
- 1895 - Eugenio Niccolai, militare italiano († 1918)
- 1895 - Pietro Palmieri, calciatore italiano
- 1895 - Rino Parenti, dirigente sportivo e politico italiano († 1953)
- 1895 - Carlo Speroni, mezzofondista italiano († 1969)
- 1896 - Mordecai Ardon, artista israeliano († 1992)
- 1896 - Carlo Berninzone, politico italiano
- 1896 - Lenore Coffee, sceneggiatrice, commediografa e scrittrice statunitense († 1984)
- 1896 - Hans Cramer, generale tedesco († 1968)
- 1897 - Jewel Carmen, attrice statunitense († 1984)
- 1898 - Julius Schreck, generale tedesco († 1936)
- 1899 - Valeria Blais, letterata italiana († 1999)
- 1899 - Ferruccio Bruni, mezzofondista italiano († 1971)
- 1899 - Maria Antonia d'Asburgo-Lorena, nobile († 1977)
- 1899 - Emanuele Zuccato, scrittore italiano († 1967)
- 1900 - Vladimiro Bernstein, matematico russo († 1936)
- 1900 - Teresa di Gesù di Los Andes, religiosa cilena († 1920)

## XX secolo(814)
- 1901 - Ernst Müller, calciatore tedesco († 1958)
- 1901 - Eric Portman, attore inglese († 1969)
- 1901 - Ernest Riedel, canoista statunitense († 1983)
- 1901 - Oscar Thorstensen, calciatore norvegese († 1966)
- 1902 - Paul Endacott, cestista statunitense († 1997)
- 1902 - Ugo Manunta, giornalista e politico italiano († 1988)
- 1902 - Alec Talbot, calciatore inglese († 1975)
- 1902 - Peter Wilhousky, compositore, direttore d'orchestra e educatore statunitense († 1978)
- 1902 - Giuseppe Zugaro De Matteis, politico italiano († 1988)
- 1904 - Lucia de Brouckère, chimica belga († 1982)
- 1904 - Luigi Capuano, regista e sceneggiatore italiano († 1979)
- 1904 - Robert Minton, bobbista statunitense († 1974)
- 1904 - Julio Quintana, calciatore e allenatore di calcio peruviano († 1981)
- 1905 - Eric Brochon, pallanuotista svizzero († 1991)
- 1905 - Bosley Crowther, giornalista e critico cinematografico statunitense († 1981)
- 1905 - Magda Foy, attrice statunitense († 2000)
- 1905 - Edvin Laine, regista e attore finlandese († 1989)
- 1905 - Eugenio Pagnini, pentatleta italiano († 1993)
- 1905 - Vincenzo Venturi, calciatore italiano
- 1906 - Albert Wolff, schermidore francese († 1989)
- 1907 - Bruno Rovesti, pittore italiano († 1987)
- 1907 - Aleksandrs Stankus, calciatore lettone († 1944)
- 1907 - George Weller, scrittore, drammaturgo e giornalista statunitense († 2002)
- 1908 - Alfredo Guanzini, calciatore italiano
- 1908 - Dorothy Round Little, tennista britannica († 1982)
- 1908 - Robert Walls, calciatore scozzese († 1992)
- 1909 - Alceo Negri, politico italiano († 1970)
- 1909 - Souphanouvong, rivoluzionario e politico laotiano († 1995)
- 1909 - Arne Svendsen, calciatore norvegese († 1983)
- 1909 - Marie-Thérèse Walter, modella francese († 1977)
- 1910 - Richard William George Dennis, botanico e micologo britannico († 2003)
- 1910 - Lien Gisolf, altista olandese († 1993)
- 1910 - Jeanne Hersch, filosofa svizzera († 2000)
- 1910 - Nicola Panevino, giudice e partigiano italiano († 1945)
- 1910 - Zoe Rae, attrice statunitense († 2006)
- 1910 - Augusto Ravetta, calciatore italiano († 1976)
- 1910 - Adolfo Spiller, calciatore svizzero († 1970)
- 1910 - Giovanni Viale, politico italiano († 1996)
- 1911 - Carlo Barbera, imprenditore italiano († 2013)
- 1911 - Marco Carrino, militare italiano († 2000)
- 1911 - Herbert Gollnow, diplomatico tedesco († 1943)
- 1911 - Bill Gorman, calciatore irlandese († 1978)
- 1911 - Michel Mollat du Jourdin, medievista francese († 1996)
- 1911 - Hyam Plutzik, poeta statunitense († 1962)
- 1912 - Sirio Giametta, architetto italiano († 2005)
- 1912 - Carmelo Robledo, pugile argentino († 1981)
- 1913 - Antonio Buono, magistrato italiano († 1988)
- 1913 - Dave Garroway, personaggio televisivo statunitense († 1982)
- 1913 - Mærsk Mc-Kinney Møller, armatore danese († 2012)
- 1913 - Vincenzo Selvaggi, giornalista e politico italiano († 1957)
- 1913 - Anton Ujváry, calciatore slovacco († 1942)
- 1914 - Annibale Del Mare, scrittore e giornalista italiano († 2011)
- 1914 - Sam Hanks, pilota automobilistico statunitense († 1994)
- 1914 - Alda Mangini, attrice e cantante italiana († 1954)
- 1914 - Gertrud Meyer, ginnasta tedesca († 1999)
- 1914 - Franz von Werra, aviatore tedesco († 1941)
- 1915 - Enzo Dolfin, dirigente sportivo, allenatore di calcio e calciatore italiano († 2008)
- 1915 - Kaoru Ishikawa, ingegnere chimico e docente giapponese († 1989)
- 1915 - Andrzej Pluciński, cestista polacco († 1963)
- 1915 - Robert Raymond Scott, militare e marinaio statunitense († 1941)
- 1915 - Birgit Tengroth, attrice svedese († 1983)
- 1915 - Mario Terzaghi, architetto e designer italiano († 1998)
- 1916 - Despo Diamantidou, attrice greca († 2004)
- 1916 - Matteo Fantasia, politico e scrittore italiano († 1994)
- 1917 - Gemma D'Alba, attrice italiana († 2011)
- 1918 - Alberto Ascari, pilota automobilistico e pilota motociclistico italiano († 1955)
- 1918 - Alfonso Casati, militare italiano († 1944)
- 1918 - Raffaele Girotti, dirigente d'azienda, imprenditore e politico italiano († 2015)
- 1919 - Griša Filipov, politico bulgaro († 1994)
- 1919 - Leonel Gabriel, pallanuotista uruguaiano († 2005)
- 1919 - William F. Quinn, politico e avvocato statunitense († 2006)
- 1920 - Giuseppe Avondo Bodino, matematico italiano († 1982)
- 1920 - Emilio Bertuzzi, hockeista su pista e allenatore di hockey su pista italiano († 2001)
- 1920 - Hans Blumenberg, filosofo tedesco († 1996)
- 1920 - Sandro Continenza, sceneggiatore e autore televisivo italiano († 1996)
- 1920 - Anna Halprin, coreografa e ballerina statunitense († 2021)
- 1920 - Władysław Skonecki, tennista polacco († 1983)
- 1920 - Jan Smeekens, sollevatore olandese († 1980)
- 1920 - Salustiano Vidal, calciatore argentino
- 1921 - James Anderson, attore statunitense († 1969)
- 1921 - Nicola Dioguardi, medico e schermidore italiano († 2019)
- 1921 - Ernest Gold, compositore austriaco († 1999)
- 1921 - Frank Moore Cross, docente statunitense († 2012)
- 1921 - Marcella Pobbe, soprano italiano († 2003)
- 1921 - Carlo Zoppellari, calciatore italiano († 2011)
- 1922 - Leslie Brooks, attrice statunitense († 2011)
- 1922 - Tino Buazzelli, attore italiano († 1980)
- 1922 - Marcello De Nardus, cestista italiano († 2011)
- 1922 - Anker Jørgensen, politico danese († 2016)
- 1922 - George Pastushok, cestista statunitense († 2003)
- 1922 - Dino Verde, scrittore, paroliere e drammaturgo italiano († 2004)
- 1923 - Alexandre Astruc, regista, sceneggiatore e critico cinematografico francese († 2016)
- 1923 - Lido Catelli, calciatore italiano († 1995)
- 1923 - Antonio Rodriguez Flóres, calciatore messicano († 2001)
- 1923 - Michail Ivanovič Pugovkin, attore sovietico († 2008)
- 1924 - Carlo Bergonzi, tenore italiano († 2014)
- 1924 - Michel Constantin, attore francese († 2003)
- 1924 - Jules Gales, calciatore lussemburghese († 1988)
- 1924 - Donald Edward Osterbrock, astronomo statunitense († 2007)
- 1924 - Piero Trapanelli, calciatore e allenatore di calcio italiano († 2023)
- 1925 - Giovanni Cattozzo, calciatore italiano († 1992)
- 1925 - Huang Zongying, attrice e scrittrice cinese († 2020)
- 1925 - Madeleine Leininger, infermiera statunitense († 2012)
- 1925 - Enzo Menegotti, calciatore italiano († 1999)
- 1925 - Suzanne Zimmerman, nuotatrice statunitense († 2021)
- 1926 - Vidadi Nərimanbəyov, pittore azero († 2001)
- 1926 - Vitalij Romanenko, tiratore a segno sovietico († 2010)
- 1926 - Valeriano Zanazzi, ciclista su strada e ciclocrossista italiano († 2004)
- 1927 - Fabio De Felice, politico italiano († 2024)
- 1927 - Bruna Dradi, partigiana italiana († 2010)
- 1927 - Lillian Schwartz, artista, scultrice e scrittrice statunitense († 2024)
- 1927 - David Tyšler, schermidore sovietico († 2014)
- 1927 - Silvio Francesco, cantante, attore e musicista italiano († 2000)
- 1927 - Simone Veil, magistrata